# L2 Puppis
Désignations
L2 Puppis, aussi désignée HD 56096, est un système binaire de la constellation australe de la Poupe, situé entre les étoiles brillantes Canopus et Sirius.

## Histoire
La désignation L2 a une histoire compliquée. Cette étoile ainsi qu'une autre furent toutes deux appelées « L Puppis » par Nicolas Louis de Lacaille quand il créa la constellation de la Poupe dans le Navire Argo. Les deux étoiles furent notées « 1.L » et « 2.L » par Johann Elert Bode dans le catalogue accompagnant son atlas Uranometria. Les auteurs ultérieurs ont utilisé L1 et L2, habituellement avec une notation en indice (i.e. L1 et L2), mais parfois en exposant. La notation en indice est désormais universellement adoptée quand la typographie le permet,.
La variabilité de L2 Puppis fut découverte par Benjamin Apthorp Gould en 1872 et fut listée dans Uranometria Argentina comme 73 G. Puppis avec une magnitude de 5,10. Elle n'a jamais reçu de désignation d'étoile variable formelle, contrairement à L1 Puppis qui est OU Puppis.

## L2PuppisA
L'objet primaire, nommé L2 Puppis A, est une étoile géante pulsante semi-régulière dont la magnitude apparente varie de 2,60 à 6,00 avec une période de 140,83 jours. La variation de luminosité peut provenir de la combinaison de pulsations radiales dans l'atmosphère de l'étoile et de l'atténuation due à la présence de poussière circumstellaire. Cette étoile est probablement une étoile de la branche asymptotique des géantes qui est passée par la séquence principale et évolue vers le stade de naine blanche. Elle expulse de la matière au rythme de 2,2 × 10−9 masse solaire par an. Récemment[Quand ?], la magnitude apparente de l'étoile a varié de 6,9 à 8.

## L2PuppisB
En 2015, des observations effectuées avec le Très Grand Télescope révèle un compagnon, nommé L2 Puppis B, à environ 2 unités astronomique de l'étoile primaire. L'objet secondaire, d'abord estimé être une étoile géante orange de masse comparable à celle de L2 Puppis A, semble en réalité être une planète ou une naine brune après que de nouvelles observations, effectuées avec ALMA, ont permis d'avoir plus d'informations sur le système.

## Compagnon visuel
L2 Puppis a un compagnon visuel d'une magnitude apparente de 10 à une minute d'arc de distance, mais les deux astres ne semblent pas liés,.

### Articles scientifiques
- Bedding, T. R.; Kiss, L. L.; Kjeldsen, H.; Brewer, B. J.; Dind, Z. E.; Kawaler, S. D.; Zijlstra, A. A., « The light curve of the semiregular variable L2 Puppis - II. Evidence for solar-like excitation of the oscillations », Monthly Notices of the Royal Astronomical Society, vol. 361, no 4,‎ août 2005, p. 1375–1381 (DOI 10.1111/j.1365-2966.2005.09281.x, Bibcode 2005MNRAS.361.1375B, arXiv astro-ph/0507471).
- (en) Kukarkin, B. V.; Kholopov, P. N.; Pskovsky, Y. P.; Efremov, Y. N.; Kukarkina, N. P.; Kurochkin, N. E.; Medvedeva, G. I., General Catalogue of Variable Stars, containing information on 20437 variable stars discovered and designated till 1968., 3rd, 1971 (Bibcode 1971GCVS3.C......0K).
- (en) Ralph Elmer Wilson, General Catalogue of Stellar Radial Velocities, Washington, Carnegie Institution of Washington, 1953 (Bibcode 1953QB901.W495.....)
- Winters, J. M.; Le Bertre, T.; Nyman, L.-Å.; Omont, A.; Jeong, K. S., « The hydrodynamical structure of circumstellar envelopes around low mass-loss rate, low outflow velocity AGB stars », Astronomy and Astrophysics, vol. 388, no 2,‎ juin 2002, p. 609–614 (DOI 10.1051/0004-6361:20020524, Bibcode 2002A&A...388..609W).

### Bases de données
- (en) L2 Pup sur la base de données Simbad du Centre de données astronomiques de Strasbourg.